# Bathypluma chuni
Bathypluma chuni is een krabbensoort uit de familie van de Retroplumidae. De wetenschappelijke naam van de soort is voor het eerst geldig gepubliceerd in 1904 door Doflein.